# Regije Grčke
Podjela Grčke na regije (grčki: γεωγραφικά διαμερίσματα) je tradicionalan način podjele ove zemlje, koji je sve do 1987. bio služben. Ova podjela se i danas vrlo često neslužbeno koristi. U grčkoj postoji 10 regija koje se dijele na 54 prefekture. Sedam ovih regija nalaze se na kopnenom dijelu države, dok tri obuhvaćaju otočne skupine.
| 1. Tracija 2. Makedonija 3. Tesalija 4. Epir 5. Periferija Središnja Grčka 6. Atika 7. Peloponez 8. Egejski otoci 9. Jonski otoci 10. Kreta | Regije u Grčkoj |